# Gladiolus caucasicus
Gladiolus caucasicus är en irisväxtart som beskrevs av Herb.. Gladiolus caucasicus ingår i släktet sabelliljor, och familjen irisväxter. Inga underarter finns listade i Catalogue of Life.